# Собор Афанасия и Кирилла (Белёв)
 Собор Афанасия и Кирилла, патриархов Александрийских — утраченный православный храм в городе Белёве Тульской области. Главный престол был освящён во имя святителей Афанасия и Кирилла Александрийских. Разрушен коммунистами в середине XX века.

## Описание
В письменных источниках церковь упоминается за 1620 год в «Белёвской дозорной книге церквей, посадских чёрных жилых дворов и дворовых пустых мест города, письма и дозора воеводы Василья Афанасьевича Кирикрейского», где сказано: «В Белеве внутри городе церковь Афонасья Великого и Кирила Александрейских Чюдотворцав, древянная. А в ней: образ меснай Афонасья Великого и Кирила … да на калоколнице колакола». В Белёвской писцовой книге за 1621 год также упоминается церковь и Афанасия-Кирилловский приход.
В 1757 году деревянная церковь сгорела. Новую каменную церковь построили за 1757—1761 годы на средства прихожан, сословный состав которых был разнообразен: купцы, мещане, чиновники, военные, крестьяне. Но окончательно храм достроили только к 1788 году. Для богослужений в правой части трапезной был устроен придел во имя великомученика Георгия, отсюда и другое именование храма — Георгиевский. В 1790 году в левой части трапезной был устроен придел во имя Владимирской иконы Божией Матери. В дальнейшем храм неоднократно обновлялся и ремонтировался как снаружи, так и внутри. В 1864 году на средства белёвских купцов братьев Субботиных и Курабцева был заменён в трапезной старый иконостас. В 1880 году церковь получила статус собора — главного храма города, вместо существовавшего до этого времени собора Спасо-Преображенского монастыря. В соборе имелись древние иконы святых Афанасия и Кирилла Александрийских и великомученика Георгия, которые находились ещё в старом деревянном храме, а также две вещи императрицы Елизаветы Алексеевны, умершей в Белёве: это балдахин, который висел над её гробом в этой церкви, и хоругвь, присланная в 1827 году из Императорского двора.